# 黒田大輔 (行政書士・社会保険労務士)
黒田 大輔（くろだ だいすけ、1977年（昭和52年）5月19日 - ）は、日本の行政書士、社会保険労務士。「シーサイド総合事務所」（書士業務を行なう個人事務所）所長、2008年に市民団体「日本を護る市民の会」を結成し代表。通称は「クロダイ」。
行政書士・社会保険労務士・マンション管理士・宅地建物取引士・FP技能士などの資格を持ち、シーサイド総合事務所を経営すると共に、「日本を護る市民の会」（平成19年12月設立）と称する市民団体を結成して自ら代表を務める。千葉県行政書士会所属。

## 政治活動
黒田は2011年4月に新宿区議選に立候補した。同24日の投票で1,093票で落選。平成25年6月23日施行の東京都議会議員選挙に新宿区から「黒田ダイスケ」として立候補したが獲得票数2192票で落選した。
街頭宣伝活動を繰り返し、その模様を映像におさめ、インターネットの動画投稿サイトに投稿して公開している。「月刊タイムス」の平成22年（2010年）10月号では、「デマを鵜呑み『東村山街宣』の右翼らに110万円の支払い命令 周辺での街宣禁止命令も」と報道。記事によれば、瀬戸弘幸は平成22年（2010年）9月1日に黒田と東村山駅前で街宣を行うことを予告。街宣禁止の仮処分命令が出ていることを指摘されたため、黒田が直前になって街宣を回避。瀬戸弘幸も街宣を中止した経緯を紹介し、「恥ずかしいドタバタ劇」と報じられた。
平成21年6月7日、東大和市周辺で東村山市議会議員の矢野穂積、朝木直子とともに北多摩市民新聞をポスティングした。

## 評価
「行動市民団体の代表として知られ、ネット上では知る人ぞ知る『活動家』」とマスコミで報じられている。
漫画家の業田良家は、『SAPIO』に連載中の「ガラガラポン!日本政治」にて、〖今 一部で 話題の｢行動する保守」の人達〗として、西村修平、桜井誠と並んで黒田を紹介した。
『週刊SPA!』の平成22年（2010年）9月21・28日号に「在特会＆ネトウヨのお宅訪問」と題したレポート記事が掲載。黒田の信濃町の新居が紹介された。「我々といたせいで、尾行がつく」と記者に忠告したことが記されている。

## 処分
黒田は平成23年（2011年）7月20日、当時の在日特権を許さない市民の会千葉支部長などに対する名誉毀損の疑いで千葉県警察警備部公安第二課及び柏警察署に逮捕された。
平成24年1月31日付で千葉県行政書士会は黒田に訓告処分を課し誓約書の提出を命じた。処分の理由は、「被処分者は、平成23年7月20日千葉県公安2課と柏署に市民団体幹部をインターネット上において中傷したとして名誉毀損容疑で逮捕された（新聞報道より）が、その後釈放された。被処分者に対しては、過去においても複数回にわたり行政書士の名称を使用しての政治活動に対する苦情等が当会に寄せられており、当会としては、平成21年10月23日付け千行発第256号にて、被処分者に対し、『政治的主張をなすときは、行政書士の名称を使用することなく、政治団体または個人としての発言であることを明確にしてブログに掲載するように』旨の要望を書面にて発しているという事実がある。この行為は、誠実な業務遂行義務及び信用又は品位の侵害行為禁止を定めた行政書士法第10条に違反するものである。」である。

## 裁判事案

### 街宣名誉毀損裁判
黒田大輔は平成21年（2009年）6月14日、東村山市内の各所で「政経調査会」主宰・槇泰智（東京・中野区）とともに、創価学会を中傷する街宣活動を展開。これに対し、東京地裁は6月29日、槇泰智・黒田大輔らの東村山市内での街宣を禁止する仮処分命令を下した。
仮処分命令の内容は次の通り。
1. 学会の東村山文化会館、東村山平和会館、東大和文化会館の周辺で拡声器や街宣車を用いて学会の宗教活動を妨害する一切の行為の禁止
2. 東村山、東大和両市内において、学会の名誉を毀損し、誹謗中傷したりする街宣活動の禁止

また創価学会はこの街宣に関して、2640万円の損害賠償を求める民事訴訟を提起した。瀬戸弘幸と西村修平は「我々一市民が創価学会本体を相手に「東村山の闇」と 謀殺が「自殺」に変わった真相に光りを当てる絶好の機会と捉えるものである」と黒田にエールを送った。
- 体調が悪く、大声を出していないので名誉を毀損していない
- 街宣の内容・コース・垂れ幕などは槇泰智が決めた
- 槇泰智は「創価学会が謀殺した」と言ったが、自分は言っていない
- 槇泰智の演説に儀礼的なルーティンワークとして合いの手を入れただけ
- 録音をして証拠を収集するのはズルイ
- 創価学会の客観的社会的評価は、もともと無い

などの主張を繰り広げたが、平成22年（2010年）7月30日、東京地裁民事第43部は黒田大輔、槇泰智に連帯して110万円の金員の支払いと東村山・東大和市内での街宣禁止を命じた。

### 痴漢捏造事件裁判
- 黒田大輔と日護会幹部（事務局長）は、ニコニコ生放送によって名誉を毀損されたとして、男性から提訴され、連帯して１１０万円の支払いを命じられている。
- 黒田らは東京・新宿区の創価学会本部付近の路上で、インターネットの生放送配信を実施していた。

そのさなかに、交通整理をしていた男性のことを、「痴漢」という意味を込めた「ちくわん」と呼び始めた。
日護会幹部（事務局長）が、男性から路上で痴漢行為を受けたという趣旨の説明を生放送で実施し、交通整理の男性ら複数人を「ちくわん隊」などと呼称するようになった。
- 本人尋問などで明らかになった当時の状況は、①日護会幹部の女性は生放送を実施しているところ、背後から男性にぶつかった②当時、日護会幹部は背中に大きなリュックサックを背負っていた③接触があった信濃町の路上には、多数の通行人、さらに日護会と創価学会との間のトラブルを警戒した警察官、公安などが複数、配備されていた④日護会幹部は、その場にいた警察官に、なんの被害申告もしていない―というものであった。
- 男性が黒田らを提訴した訴訟の地裁判決（平成２４年〈２０１２年〉６月）では、「会員も多数通行し、警察官及び日護会の関係者とみられる人物もすぐそばにいる本件駅前付近において、原告が被告（※日護会幹部）の背後から突進し、同人の臀部を左手で触るなどということは考え難いというべきである。そして、被告（※日護会幹部）は、本件駅前付近にいた警察官に対し、原告から痴漢を受けた旨の被害申告をしていない上、被告らは、4月30日に創価学会関係者との接触があったところ、『脱臼しちゃった』『脱臼したつもり』などと誇張した発言をしていることからすると、被告（※日護会幹部）の上記供述は信用し難いというべきである」と認定されている[14]。
- なお、黒田側の控訴は棄却されており、さらに最高裁は平成２５年（２０１３年）７月、上告棄却決定及び上告不受理の決定を出しており、黒田側の敗訴は確定している。

### 日護会仲間割れ裁判（強姦捏造事件裁判）
- 平成２６年（２０１４年）７月、東京地裁は、黒田ら日本を護る市民の会幹部５人（代表、副代表２人、事務局長、関西総局長）が男性を脅迫したり、インターネットで名誉毀損の不法行為を行ったとして、総額で２７０万円の支払いを命じた。また、黒田ら２人（代表、関西総局長）に対しては、男性が強姦事件の犯人であるとする中傷をインターネット上で行うことを禁止する命令を下している[15]。判決では、インターネット上での黒田ら日護会幹部の発言について、「原告が性犯罪者であるなどとした上、原告を徹底的に叩くと述べ、その程度について、たとえ話でありながらも『相手の喉を食いちぎって殺す』などと述べたものである。かかる発言は、原告の社会的評価を低下させるものであり、原告に対する脅迫であることは明らかである」「各発言や投稿は、原告を『破壊』するとの脅迫的言辞を伴ったものである」「かかる発言等は、原告に対する脅迫であり、あるいは原告のプライバシーを侵害し、原告の社会的評価を低下させるとともに、原告を姦国キチ獣郎劣士と称して侮辱するものであることは明らかである」などと認定されている。
- 平成２７年（２０１５年）３月、東京高裁で黒田らの控訴は棄却された。東京高裁は判決で「本件全証拠によっても、被控訴人（※護国鬼十郎）が（※女性の氏名）を強姦した事実につき、真実であることが証明されているとはいえない」「また、控訴人黒田及び控訴人（※日護会の幹部）において、被控訴人（※護国鬼十郎）が（※女性の氏名）を強姦したと信じたことに相当な理由があるとはいえず，その余の控訴人らにおいても，控訴人黒田及び控訴人（※日護会幹部）の主張の当否を検討した形跡がなく、被控訴人（※護国鬼十郎）が（※女性の氏名）を強姦したと信じたことに相当な理由があるということはできない」と判断している[16]。
- 平成２７年（２０１５年）９月、最高裁の決定により、黒田らの敗訴判決は確定している[17]。
- なお、このように冤罪であることが明らかとなった「強姦事件」をめぐる騒動については、安田浩一著『ネットと愛国』でも報道されている[18]

### 市川裁判
- 平成２７年（２０１５年）５月、東京地裁は被告側の１人に２０万円の支払いを命令。黒田に対しては、被告の５人に合計で６０万円の支払いを命じた。黒田側は自ら訴えた訴訟によって、被告側よりも賠償金の支払いが多くなるという結果となった[19]。
- 黒田側の訴えは、被告の１人の女性が黒田の肖像権を侵害したなどとして２０万円を勝ち取った。
- 被告側の訴えでは、黒田が被告のうちの女性によって臀部を盗撮され、画像を拡散されたなどと流布したことについては名誉棄損であると認定。「原告の主張する被告Aの臀部の撮影がはたして盗撮と言い切れるものであるかは疑問がある」と判決で示し、黒田に対して１０万円の支払いを命じている。
- また、別の男性２人、女性１人については、「性犯罪者一味」「エセ保守」などと黒田によって呼称されたことが、侮辱にあたり、被告の名誉感情を侵害したとして黒田に１０万円（３人で３０万円）の支払いを命じた。
- さらに、日護会元副代表の男性（※ハンドルネーム＝護国鬼十郎）については、「女性の同意なしに性交渉に及んだ（強姦した）」などと流布されて名誉を毀損されたことを認めた。なお、この裁判の判決でも、「被告（※護国鬼十郎）の（※女性の氏名）に対する強姦の事実は認められない」と認定されており、強姦事件が冤罪であることが判示されている。黒田は男性に対して、２０万円の支払いを命じられている。
- 黒田側は判決に不服があるとして控訴している。

### 鎌ヶ谷裁判
- 平成２６年（２０１４年）１２月、東京地裁は黒田側の請求をいずれも棄却する黒田敗訴の判決を下した。被告側の反訴については、被告の２人の男性、１人の女性が日護会の幹部（事務局長）に対して、各１０万円の勝訴。元副代表の男性（ハンドルネーム＝護国鬼十郎）は、黒田と日護会幹部（事務局長）から連帯して２０万円の賠償金の支払いを受けるという被告側勝訴の判決を勝ち取った[20]。これによって、黒田側は、自ら提起した訴訟によって、合計５０万円の支払いを命じられて敗訴したこととなる。判決の内容は、上記「市川裁判」と、ほぼ同様のものであった。
- なお、この裁判でも「強姦事件」については、「被告（※護国鬼十郎）が（※女性の氏名）の意思に反して性的関係を持ったと認めることはできない」と認定。「強姦事件」は、冤罪事件であると認められている。
- 黒田側は東京高裁に控訴したが、平成２７年（２０１５年）７月、黒田側の控訴はいずれも棄却された[21]

## 著書
- 『「きもカルト」撃退記 : 創価学会員やシンパとのお笑い真剣バトル全記録』日新報道、2010年8月。